# Mercedes-Benz M137

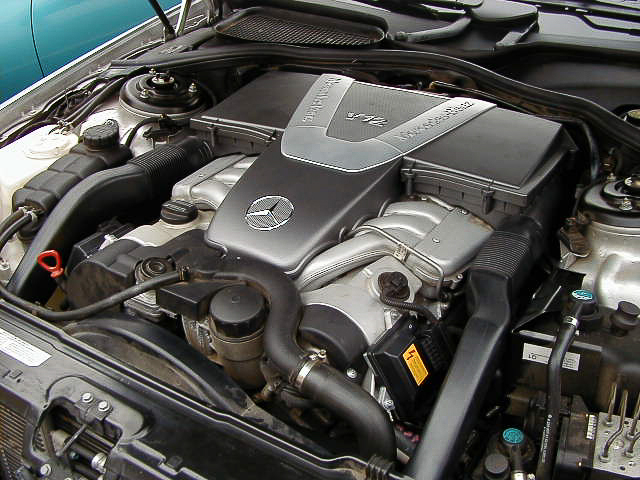
Un'immagine del motore M137

La sigla Mercedes-Benz M137 indica una famiglia di motori a scoppio prodotti dal 1999 al 2002 dalla Casa tedesca Daimler-Benz per il suo marchio automobilistico Mercedes-Benz.

## Profilo e caratteristiche
I motori M137 hanno affiancato nel 1999 gli ormai anziani motori M120 da 6 litri, con i quali condividono l'architettura generale di tipo V12 con angolo di 60° tra le bancate.

Le analogie terminano qui: infatti i motori M137 sono molto più affini ai motori M112 e M113, con i quali condividono molti più aspetti tecnici, a cominciare dalla struttura interamente in lega di alluminio con canne cilindri in lega di alluminio e silicio. La distribuzione, poi, era monoalbero a tre valvole per cilindro, ovvero due valvole di aspirazione e una di scarico. Tale scelta non ha declassato i motori M137 dal punto di vista prestazionale, ma anzi ne ha incrementato la fluidità di funzionamento e ne ha ridotto i consumi e le emissioni inquinanti.

Come i motori M112 e M113, infatti, anche i motori M137 sono stati progettati tenendo in considerazione sia la leggerezza dei motori stessi, che doveva essere portata al massimo possibile, sia la loro efficienza. Già il fatto di avere un solo albero a camme consente sia un primo leggero risparmio di peso, sia una lieve riduzione degli attriti in gioco. In più, il solo albero a camme presente è cavo, in modo da ridurre ulteriormente le masse in gioco. Sempre per quanto riguarda la distribuzione, le punterie sono in lega di alluminio e sono di tipo idraulico, con regolazione automatica del gioco valvole.

Notevole anche l'aspirazione, con collettore in lega di magnesio (ancor più leggera dell'alluminio) a lunghezza variabile a seconda del carico del motore: a regimi medio-bassi apposite valvole situate all'interno del collettore si azionano in modo da far passare la colonna d'aria lungo un percorso piuttosto lungo, mentre a regimi alti tali valvole si posizionano in modo tale che l'aria passi invece lungo un percorso più breve. Mentre infatti un condotto breve riduce gli attriti della colonna d'aria lungo lo stesso, uno di opportuna lunghezza sfrutta l'inerzia dell'aria accelerata dall'apertura delle valvole per spingerne di più verso la chiusura delle stesse, creando una certa sovralimentazione. Tale lunghezza ottimale è funzione del tempo che l'onda di pressione richiede per accelerare la colonna e quindi percorre un tratto maggiore quando, a regimi inferiori, ha più tempo. Così facendo viene incrementata la coppia ai bassi regimi senza penalizzare la potenza massima agli alti e quindi l'elasticità del motore a qualsiasi regime e l'erogazione viene portata a livelli ottimali in un range di funzionamento più ampio.

Anche i condotti di scarico son stati accorciati (pure a scapito di un analogo beneficio di condotti più lunghi sull'estrazione dai cilindri ai bassi regimi) ed hanno una minor superficie (essendovi ora solo una valvola di scarico per cilindro) per ridurre la dispersione di calore dei gas combusti inviati al catalizzatore e portarlo così velocemente alla temperatura ideale di funzionamento.

L'accensione è a due candele per cilindro. Tali candele si accendono in tempi ravvicinati tra loro, ma non in contemporanea, per distendere l'aumento di pressione intorno al punto massimo superiore e anche la temperatura di picco (principale fattore della reazione endotermica -e perciò energivora!- di sintesi di ossidi d'azoto da catalizzare in seguito) nonché la dispersione di calore soprattutto per irraggiamento a ridosso della fase d'espansione, entrambi gli effetti a beneficio dei consumi. Gli intervalli di accensione tra l'una e l'altra vengono decisi dalla centralina elettronica in funzione dei giri del motore, come la fasatura d'accensione. La doppia candela offre già tradizionalmente (era applicata anche da Mercedes già sui motori aeronautici della prima guerra mondiale) il vantaggio d'un miglior fronte di fiamma durante l'accensione (soprattutto agli alti regimi, nei grandi alesaggi e quando la posizione della candela non sia centrale per dar più spazio alle valvole), ottimizzando così la combustione della miscela aria/benzina e riducendo il tasso di gas incombusti, inquinanti. La centralina elettronica gestisce anche l'iniezione, che in questo caso è di tipo sequenziale indiretto al fine di raffreddar meglio per evaporazione nei condotti l'aria aspirata e quindi la massa, unico vantaggio sull'iniezione diretta, come noto già dall'adozione di questa sui caccia della seconda guerra mondiale.

Un'altra importante caratteristica dei motori M137, condivisa anch'essa con i motori M112 e M113, sta nel sistema ZAS, ovvero Zylinderabschaltung, che in tedesco sta per "disattivazione cilindri". In pratica, ai carichi ridotti e fino a 3000 giri/minuto, a sei dei dodici cilindri viene inibita l'aspirazione (attraverso la chiusura delle valvole) ed il relativo lavoro di pompaggio. I rimanenti 6 beneficiano altresì della riduzione del lavoro di pompaggio grazie alla necessità d'alimentarli al doppio, col beneficio ulteriore di ridurre lo scambio di calore tra miscela combusta e pareti dei cilindri, ora solo 6. Ciò porta a una significativa riduzione dei consumi in tale configurazione di circa il 15%.

Infine vanno ricordati i pistoni in lega di alluminio ricoperti da un rivestimento in acciaio, le bielle fratturate in acciaio forgiato e l'albero a gomiti in un sol pezzo (anch'esso in acciaio forgiato) che poggia su 7 supporti di banco.

Rispetto al 6 litri M120, i motori M137 pesano mediamente 80 kg in meno.

I motori M137 sono due, uno da 5,8 litri e l'altro da 6,3 litri, entrambi utilizzati esclusivamente su modelli di punta della Casa tedesca. Il motore più grande è prodotto in collaborazione con Mercedes-AMG, il reparto sportivo della Casa di Stoccarda. I motori M137 hanno conosciuto una carriera breve: già nel 2002, infatti, hanno cominciato a essere sostituiti dai motori M275. Le ultime applicazioni dei motori M137 sono state cancellate nel 2003.

## Caratteristiche ed applicazioni
Di seguito vengono riportate le caratteristiche e applicazioni dei motori M137:
| Versione    | Alesaggio e corsa (mm) | Cilindrata (cm³) | Rapporto di compressione | Potenza CV/rpm | Coppia Nm/rpm | Applicazioni                | Anni di produzione |
| ----------- | ---------------------- | ---------------- | ------------------------ | -------------- | ------------- | --------------------------- | ------------------ |
| M137E58     | 84x87                  | 5786             | 10                       | 367/5500       | 530/4250      | Mercedes-Benz S600 W220     | 2000-02            |
| M137E58     | 84x87                  | 5786             | 10                       | 367/5500       | 530/4250      | Mercedes-Benz CL600 C215    | 1999-02            |
| M137E63 AMG | 84.5x93                | 6258             | 10                       | 444/5500       | 620/4400      | Mercedes-Benz S63 AMG W220  | 2002               |
| M137E63 AMG | 84.5x93                | 6258             | 10                       | 444/5500       | 620/4400      | Mercedes-Benz CL63 AMG C215 | 2002               |
| M137E63 AMG | 84.5x93                | 6258             | 10                       | 444/5500       | 620/4400      | Mercedes-Benz G63 AMG W463  | 2001-02            |